# 宗教信仰哲學
宗教信仰哲學（英語：religious philosophy），由宗教信仰所激發出的哲學思考。它與宗教哲學不同，其主要目的在於對特定宗教的教義進行探討，以求增進對於這個宗教的信仰。

## 各教派信仰哲学
目前主要的宗教信仰哲學有：
儒教
- 宋明理學

印度宗教
- 印度教哲學
- 佛教哲學

亚伯拉罕诸教
- 伊斯蘭哲學
- 基督教哲學
- 猶太教哲學